# Hacelia attenuata
Hacelia attenuata är en sjöstjärneart som beskrevs av Gray 1840. Hacelia attenuata ingår i släktet Hacelia och familjen Ophidiasteridae. Inga underarter finns listade i Catalogue of Life.

## Bildgalleri

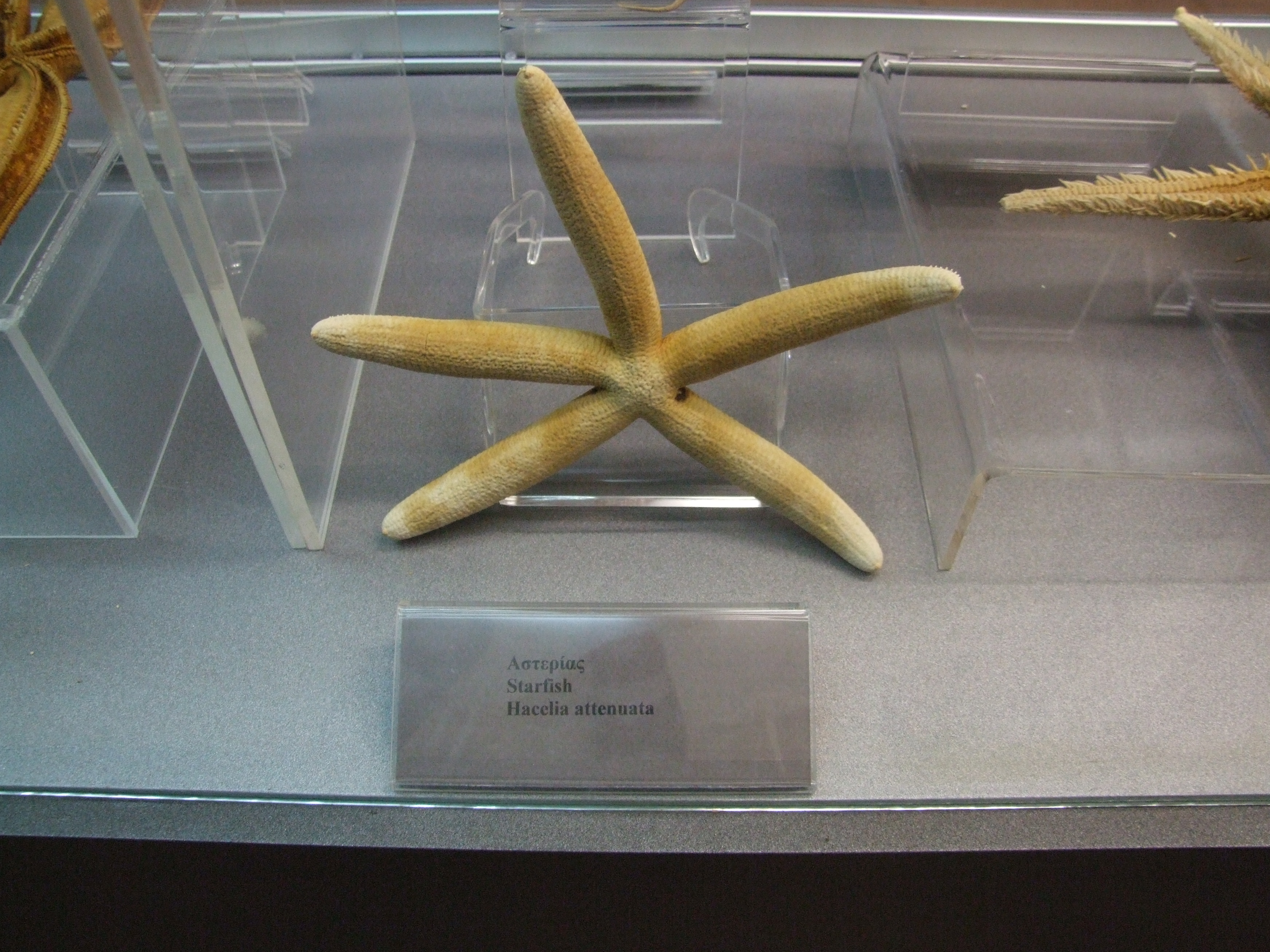